# Freddy Rincón
Artikeln följer den spanska namnseden; faderns efternamn är Rincón och moderns efternamn Valencia.
Freddy Eusebio Rincón Valencia, född 14 augusti 1966 i Buenaventura, död 13 april 2022 i Cali, var en colombiansk fotbollsspelare. Han gjorde 84 landskamper för Colombia mellan 1990 och 2001, bland annat i VM 1990, 1994 och 1998. På klubblagsnivå spelade han bland annat för Real Madrid.